# Candace Cable
Candace Cable (* 15. Juli 1954 in Glendale) ist eine US-amerikanische Behindertensportlerin, die in der Leichtathletik sowie im alpinen und im nordischen Skisport antrat. Zwischen 1980 und 2006 nahm sie an insgesamt neun Paralympischen Spielen teil und gewann dabei acht Goldmedaillen. Sie war die erste US-Amerikanerin, die sowohl bei Sommer-Paralympics als auch bei Winter-Paralympics das Podest erreichte. Zudem entschied sie in den 1980er-Jahren sechsmal den Boston-Marathon der Rollstuhlfahrerinnen für sich. Cable wurde 2019 in die United States Olympic & Paralympic Hall of Fame aufgenommen und engagiert sich für die Rechte von Menschen mit Behinderungen.

## Werdegang

### Frühe Jahre
Candace Cable wuchs im südkalifornischen West Covina als ältestes von insgesamt vier Geschwisterkindern auf. Ihr Vater führte einen Dachdeckerbetrieb. Cable sagte später, sie sei als Kind ausgesprochen aktiv und sozial gewesen, habe aber überhaupt kein Interesse an Leistungssport gehabt, weil ihr der Wettbewerbsgedanke nicht gefallen habe. Nach ihrem High-School-Abschluss 1972 arbeitete sie in verschiedenen Gelegenheitsjobs. Mit etwa 20 Jahren zog sie nach South Lake Tahoe und nahm eine Stelle als Black-Jack-Dealerin in einem Casino an. Bei einem Autounfall im Sommer 1975 erlitt sie schwere Verletzungen des Rückenmarks. Sie ist seitdem von der Hüfte abwärts gelähmt. Nach dem Unfall isolierte sich Cable sozial und entwickelte über mehrere Jahre eine schwere Abhängigkeit von Schmerzmitteln und Heroin. Laut eigener Aussage bemühte sie sich ab 1978 aktiv um Hilfe, begann eine Therapie und schrieb sich an der California State University in Long Beach ein, wo sie einer Gruppe für behinderte Studenten beitrat. Anfänglich spielte sie Rollstuhltennis und schwamm, bevor sie über Freunde zum Rennrollstuhlfahren fand.

### Erfolge in verschiedenen Sportarten
Binnen kurzer Zeit entwickelte sich Cable zu einer der führenden Rennrollstuhlfahrerinnen. 1980 nahm sie in Arnhem zum ersten Mal an den Sommer-Paralympics teil und gewann in ihrer Startklasse zwei Goldmedaillen über 200 Meter und 400 Meter. 1981 entschied sie erstmals den Boston-Marathon für sich, den sie bis 1988 insgesamt sechsmal an erster Stelle beendete. Insgesamt gewann sie in ihrer Karriere 84 Marathonrennen. Bei den Olympischen Spielen 1984 in Los Angeles war ein Rollstuhlrennen über 800 Meter zum ersten Mal als Demonstrationssportart Teil des olympischen Programms. Cable belegte hinter Sharon Hedrick und Monica Säker den dritten Rang und wiederholte dieses Ergebnis auch bei den Olympischen Spielen 1988 in Seoul. Bei den Paralympics 1988 am gleichen Ort siegte sie in fünf Wettkämpfen vom 800-Meter-Rennen bis zum Marathon. Ihre insgesamt achte und letzte paralympische Goldmedaille als Rennrollstuhlfahrerin gewann sie 1992 in Barcelona mit der US-amerikanischen 4-mal-100-Meter-Staffel, der neben ihr Jean Driscoll, Ann Cody und Carol Hetherington angehörten.
Parallel zu ihrer sportlichen Karriere im Rennrollstuhl begann Cable Ende der 1980er-Jahre in Alpine Meadows mit dem alpinen Skisport (im Monoskibob). Sie zog 1989 nach Truckee, wurde 1990 Teil des US-Nationalteams und gewann 1992 drei Medaillen bei den Winter-Paralympics in Albertville: Silber im Slalom sowie Bronze in der Abfahrt und im Riesenslalom. Anschließend wechselte sie vom alpinen zum nordischen Skisport. Später sagte sie, dass Skilanglauf ihr ein euphorisches Gefühl gab, das sie mit dem Wandern aus ihrer Jugendzeit verglich.
Bis zum Ende ihrer sportlichen Laufbahn 2006 nahm Cable als Skilangläuferin an vier weiteren Winter-Paralympics teil. 2002 in Salt Lake City war sie bei der Eröffnungsfeier Fahnenträgerin des US-Teams. 2003 errang sie drei Weltmeistertitel und den Sieg im Gesamtweltcup. Das Internationale Paralympische Komitee (IPC) erkannte ihr diese Erfolge im Sommer 2003 wegen eines positiven Dopingtests ab. Cable erklärte die positive Probe mit der Verwendung einer Hautcreme, von der sie nicht wusste, dass sie verbotene Substanzen enthielt. Wegen „außergewöhnlicher Umstände“ verkürzte das IPC die ursprünglich zweijährige Sperre und erlaubte ihr umgehend wieder die Wettkampfteilnahme. 2004 entschied sie den Skilanglauf-Gesamtweltcup für sich und qualifizierte sich zudem im Alter von 50 Jahren als Triathletin für den Ironman Hawaii, den sie nicht beendete, weil sie aus dem Zeitlimit fiel.

### Engagement und Würdigung
Nach dem Ende ihrer aktiven sportlichen Karriere erklärte Cable den Abbau von Vorurteilen gegenüber Menschen mit Behinderungen zu ihrem zentralen Ziel. Sie engagierte sich ehrenamtlich für verschiedene Organisationen: Als Vertreterin der Christopher and Dana Reeve Foundation setzte sie sich etwa ab 2012 für das Übereinkommen über die Rechte von Menschen mit Behinderungen bei der US-Delegation bei den Vereinten Nationen ein; für UNICEF trug sie zu einer Broschüre über inklusive Bildung bei. 2016 wurde sie in das Organisationskomitee LA28 für die Olympischen Sommerspiele und Sommer-Paralympics 2028 in Los Angeles berufen. Seit 2019 ist sie Mitglied der United States Olympic & Paralympic Hall of Fame. Das United States Olympic & Paralympic Committee würdigte sie anlässlich der Aufnahme in die Hall of Fame als Vorbild für andere Menschen mit Behinderung.